# Allophrys oculata
Allophrys oculata är en stekelart som först beskrevs av William Harris Ashmead 1895.  Allophrys oculata ingår i släktet Allophrys och familjen brokparasitsteklar. Inga underarter finns listade i Catalogue of Life.